# Гньоздовський ідол
Гньоздовський ідол — мініатюрна антропоморфна фігурка, виявлена під час розкопок Гньоздовського археологічного комплексу у 2003 році.

## Опис
Фігурку висотою 2,9 см, шириною 0,8 см. Ймовірно, спочатку зображала чоловіка, що стояв, але ноги виявилися втрачені. Риси обличчя: великий прямий ніс, опуклі круглі очі. Вуха позначені півколами. Добре читаються вуса та борідка. На голові конічний головний убір, що складається з восьми, що чітко відокремлюються один від одного і закруглюються внизу пелюсток-лопатей. Головний убір завершується круглим навершшям.
Одяг фігурки найімовірніше є переперезану сорочку або каптан, що доходить до колін. Дуже чітко виділено пояс у вигляді опуклого валика. Нижче пояса одяг зібраний у складки. Руки зігнуті в ліктях, ліва лежить на поясі, права - трохи вище, на животі. Що надає деяку подібність із зображеннями на верхній частині Збручанського ідола.